# Humboldt-Gymnasium Köln

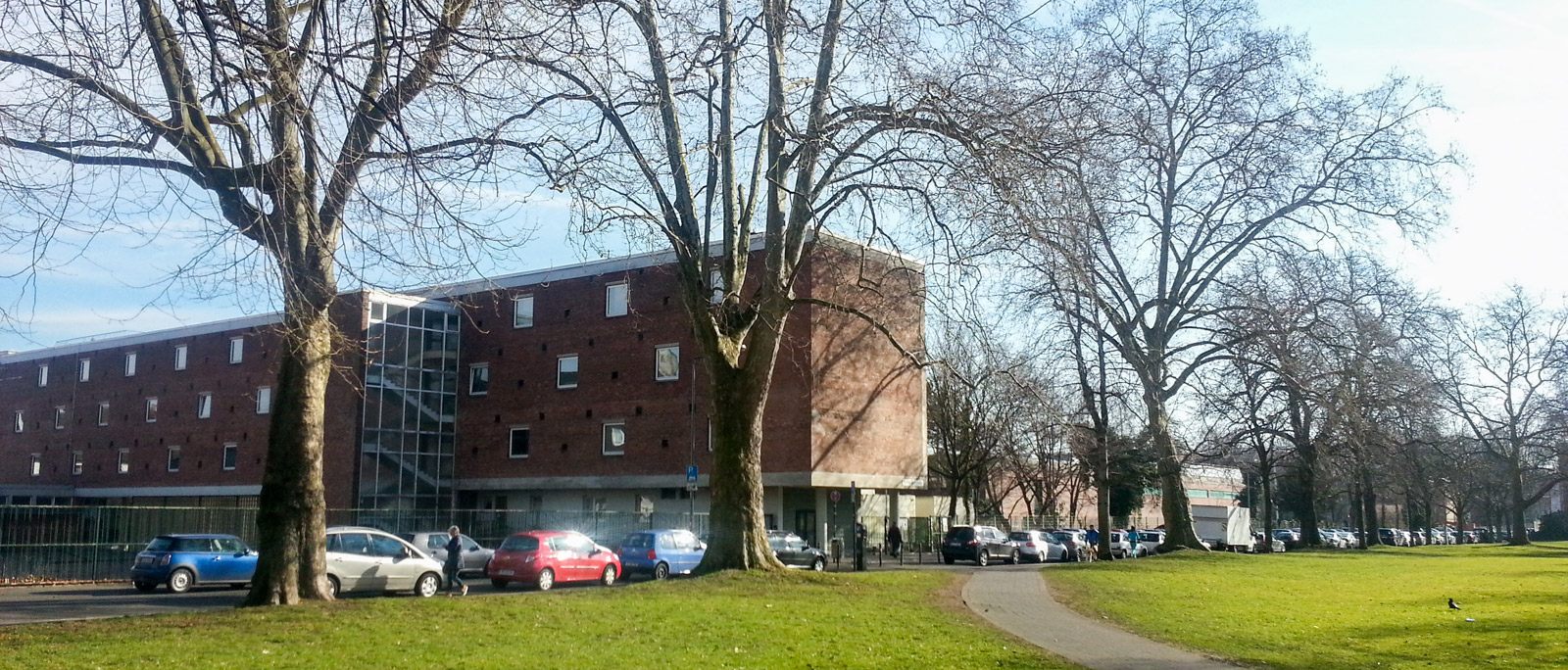
Das Humboldt-Gymnasium, Vorderseite, vor der Erweiterung

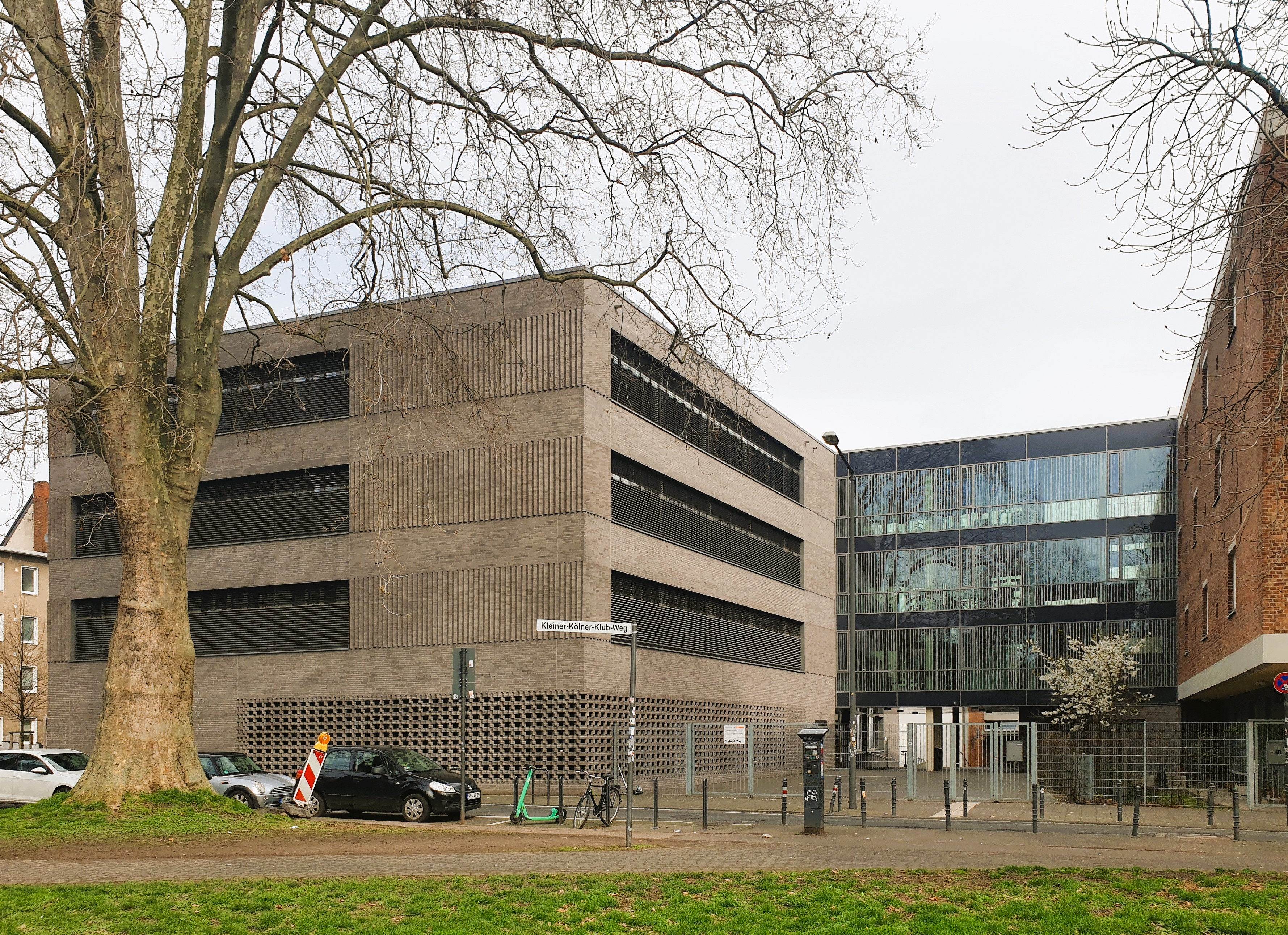
Der Erweiterungsbau des Humboldt-Gymnasiums

Das Humboldt-Gymnasium Köln ist das größte Gymnasium in der Kölner Innenstadt. Es ist benannt nach dem deutschen Naturforscher Alexander von Humboldt (1769–1859).
Die Schule ist ein sprachliches und naturwissenschaftliches Gymnasium. Zu den Besonderheiten zählt die starke Ausrichtung auf Musikpädagogik. Um dem „Musikzweig“ anzugehören, müssen die Schüler bei der Einschulung einen mehrstufigen Eignungstest durchlaufen, also musikalische Vorkenntnisse mitbringen. Die aus diesen Schülern gebildeten „M-Klassen“ arbeiten mit der Rheinischen Musikschule und der Hochschule für Musik und Tanz Köln zusammen. Das Gymnasium ist Musikprofilschule des Landes Nordrhein-Westfalen.

## Geschichte
Der Vorläufer des Humboldt-Gymnasiums war die 1833 gegründete Provincial Gewerbeschule im Karmelitenkloster am Kölner Waidmarkt. Hier wurden 30 Kinder in zwei Klassen unterrichtet. Gewerbeschulen waren einer von drei höheren Schultypen, die die preußische Regierung den Städten erlaubte. In der Gewerbeschule wurden neben den Naturwissenschaften und technischem Zeichnen auch handwerkliche Fähigkeiten und – im Unterschied zu den Lateinschulen – lebende Sprachen gelehrt.
1869 zog die Schule in ein neues Gebäude an der Humboldtstraße um. 1882 stieg die Gewerbeschule in den Rang einer Oberrealschule, also mit Abitur, auf. 1933 wurde aus der Oberrealschule Humboldtstraße 41 das Humboldt-Gymnasium. Nach der Zerstörung des Gebäudes im Zweiten Weltkrieg 1943 verteilten sich die Schüler auf andere Gymnasien der Stadt, etwa das Irmgardis-Gymnasium und das Gymnasium Nippes. 1958 startete die Schule als mathematisch-naturwissenschaftliches Gymnasium in ihrem Neubau am Kartäuserwall, wo sie sich noch heute befindet. Ab da nannte sie sich nach dem Naturforscher Alexander von Humboldt „Humboldt-Gymnasium“.

### Zeit des Nationalsozialismus
1931 bis März 1945 war Johannes (Hans) Halfmann Leiter der Schule. Wie überall zur Zeit des Nationalsozialismus sollten auch die Schüler des Humboldt-Gymnasiums im Sinne der NSDAP erzogen werden. Im Oktober 1933 gab Halfmann dem Lehrerkollegium „einschneidende Maßnahmen“ bekannt, etwa die Auflage, den Schülern das „Führerprinzip“ zu vermitteln.
Ab dem 30. Januar 1933 galt für den Unterricht:
- Flaggenehrung vor und nach dem Unterricht
- „Heil Hitler“-Gruß vor und nach jeder Unterrichtsstunde
- neue Unterrichtsfächer: Rassenkunde und Familien-/Sittenkunde

Von der höheren Bildung, insbesondere dem Abitur, wurden „Schüler mit schlechtem rassischen und erbbiologischen Anlagen, körperlichen Behinderungen, mangelndem Mut und mangelnder Einsatzbereitschaft beim Sport, mangelhafter Bereitschaft zur Körperpflege sowie mangelnder Intelligenz und Lernbereitschaft“ ausgeschlossen. Ab 1934 begann der „nationalpolitische Unterricht“, der die Schüler „zu Rassenbewusstsein, Wehrtüchtigkeit und Gefolgschaftstreue“ erziehen sollte. Dazu wurden auch einwöchige Seminare in „nationalpolitischen Erziehungsanstalten“ durchgeführt. Mitglieder der Hitlerjugend waren davon befreit. Auch die Abiturthemen standen unter dem Einfluss der NSDAP. Drei Beispiele:
- Deutsch: „Goethes Faust, das Bild eines echt deutschen Kämpfers“ (1938)
- Deutsch: „Ich soll einem Kameraden vom Arbeitsdienst eine neuere deutsche Dichtung empfehlen“ (1939)
- Geschichte: „Was ergibt sich aus der Tatsache, dass der moderne Krieg der totale Krieg ist?“ (1939)

Das Fach „Rassenkunde“ verschärfte die Diskriminierung jüdischer Schüler.

„Dann plötzlich ging man ins Schwimmbad, ins Hohenstaufenbad, und dann haben sie uns zwei nicht mitgenommen, weil da stand ja‚ Juden und Hunden ist der Zutritt verboten.“

Im Schuljahr 1935/36 waren noch 24 jüdische Schüler am Humboldt-Gymnasium, ein Jahr später nur noch sieben. Am 15. November 1938 wurden die letzten drei jüdischen Schüler ausgeschlossen.
1938 wurde an der Schule für den Volksbund für das Deutschtum im Ausland, die Nationalsozialistische Volkswohlfahrt und für das Winterhilfswerk des Deutschen Volkes gesammelt. Nach Kriegsbeginn Ende 1939 übernahm Direktor Halfmann die Planung und Organisation der Zivilverteidigung in Köln-Stadt. In dieser und anderen Schulen wurden Klassen für Flakhelfer eingerichtet; die bestanden aus einer achten Klasse, zwei siebten und einer sechsten Klasse. Diese Kinder und Jugendlichen betreuten auch Flakstellungen z. B. die unter der Mülheimer Brücke.
Im Keller der Schule wurden mehrere Luftschutzräume ausgebaut, man fertigte Alarmpläne an und führte Alarmübungen durch. Im Juni 1943 wurde die Schule völlig zerstört. Die meisten Schüler wurden bis zur allgemeinen Schulschließung im Herbst 1944 in die Irmgardis-Schule in der Schillerstraße verlegt.

## Musikgymnasium

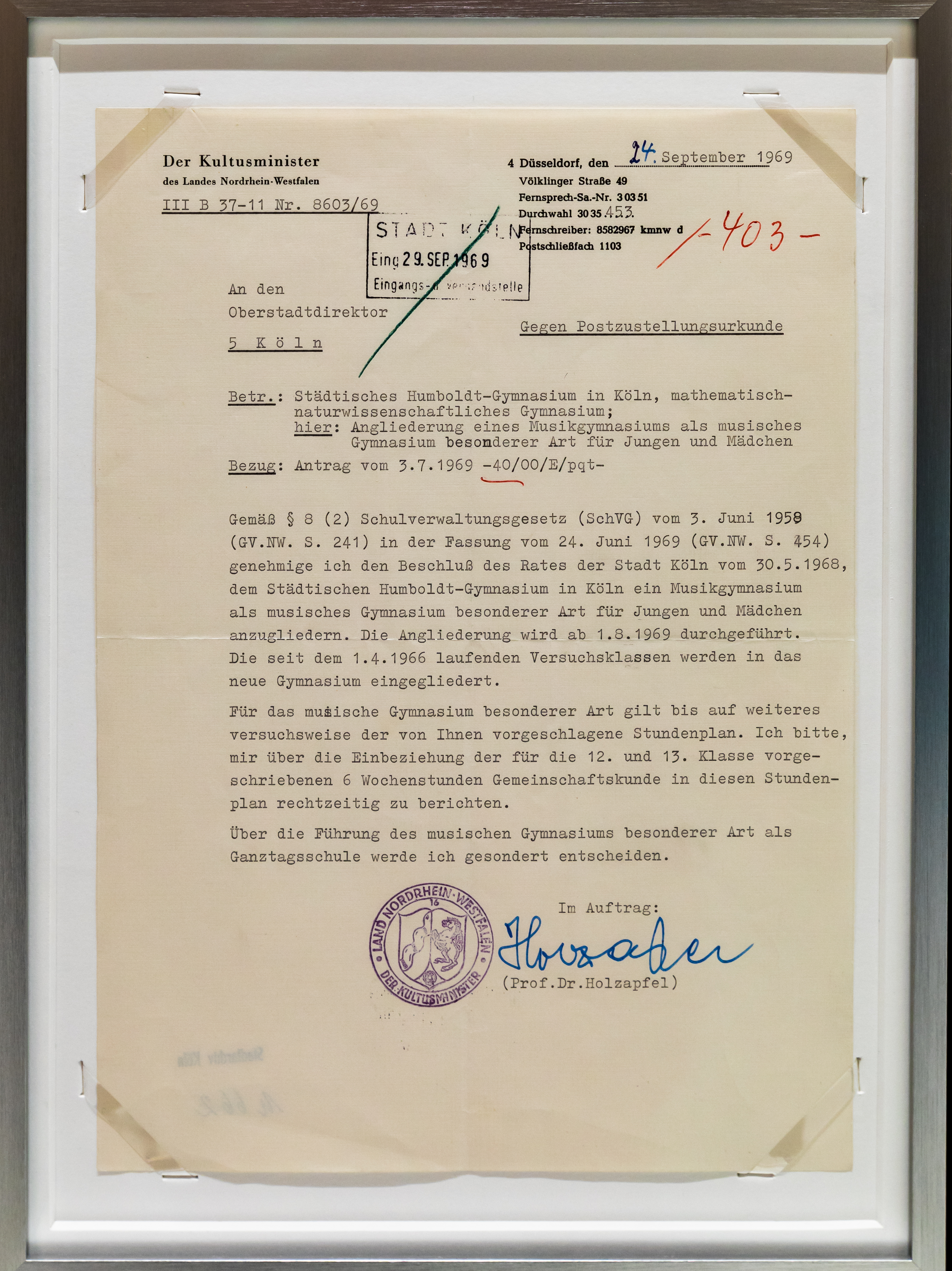
Genehmigung des Kultusministers des Landes NRW zur Angliederung eines Musikzweiges am Humboldt-Gymnasium Köln, 24. September 1969.Historisches Archiv der Stadt Köln, HAStK 7550 U 662

1966 erfolgte zusammen mit der Rheinischen Musikschule die Ausrichtung auf Musik durch Gründung des „Musikgymnasialen Zweigs“. Initiator dieser Verbindung war der erste Direktor der Rheinischen Musikschule, Hugo Wolfram Schmidt. Schmidt war ab 1930 am Gymnasium Kreuzgasse als Musiklehrer tätig gewesen, wurde Lehrerfunktionär bei den Nationalsozialisten, verlor nach dem Krieg wegen seiner „Mitläuferschaft“ bei den Nazis die Lehrerlaubnis, kehrte jedoch 1949 als Musiklehrer zurück, diesmal ans Humboldt-Gymnasium. Es blieb so lange bei einem „Schulversuch“, bis 1969 die Landesregierung der Schule den Status eines „Musikgymnasiums als musisches Gymnasium besonderer Art“ genehmigte. Pläne Schmidts und anderer, die Musikklassen zur eigenständigen Schule mit Internat auszugliedern, waren damit hinfällig.
Seit dem Jahr 2021 ist das Gymnasium Musikprofilschule des Landes Nordrhein-Westfalen und wird von der Landesregierung im Rahmen ihrer Exzellenzinitiative gefördert. Teil des Projektes ist u. a. ein von den Musikhochschulen in Köln, Essen und Detmold entwickelter standardisierter Eignungstest, der Ausbau des Musikunterrichts, eine kontinuierliche Fortbildung der Lehrkräfte für Musik und eine Förderung von Auftritten durch Schüler des Musikzweigs.
Das Modell führte für viele Schüler zum Erfolg als Profimusiker. Noch bis 1986 gab es keinen Abiturienten mit Musik als Studienwunsch, der bei der Aufnahmeprüfung einer Musikhochschule durchfiel. 1986 führten Schüler des Gymnasiums in Kooperationen mit der Kölner Oper die Kinderoper Die beiden Musikanten von Peter Maxwell Davies auf. Zahlreiche Schüler waren beim Musikwettbewerb Jugend musiziert erfolgreich.
Im Jahr 2021 wurde die schuleigene Big Band Süd Beat Big Band mit dem Nachwuchspreis des WDR-Jazzpreises ausgezeichnet.

## Ausstattung

Ansicht von oben, 2017

Die Schule verfügt über sechs Gebäude und neun Trakte. Neben Hauptgebäuden, einem Containertrakt, einer Sporthalle sowie einer Dreifachsporthalle verfügt die Schule auch über ein eigenes Schwimmbad, einen Sportplatz mit Sprintbahn und Sprunganlage, sowie Laborräume und eine Kunstwerkstatt. Unterhalb des Pädagogischen Zentrums (Aula) befinden sich mehrere Proberäume für Bands sowie ein Sprachlabor. Hinzu kommen zwei Schulgärten, von denen einer Bienenstöcke besitzt und sich auf dem Schulgelände befinden, während der andere im Kölner Stadtteil Klettenberg liegt. Teile der Gebäude stehen unter Denkmalschutz.
Der 2019 fertiggestellte Erweiterungsbau verfügt über Klassen- und Fachräume, eine Bibliothek, eine Lehrküche mit Speisesaal und einen Kammermusiksaal und wurde im Januar 2020 von der Kölner Oberbürgermeisterin Henriette Reker eingeweiht. Die Planungs- und Bauphase nahm zehn Jahre in Anspruch und verzögerte sich mehrmals. Die Baukosten betrugen 17,6 Mio. Euro.

## Bekannte Schüler
1833 bis 1958 (Gründung der Schule bis Einzug Kartäuserwall)
- Carl Bosch (1874–1940), Chemiker, Großindustrieller, Chemie-Nobelpreisträger
- Heinz Klein-Arendt (1916–2005), Künstler
- Heinz G. Konsalik (1921–1999), Schriftsteller[15]
- Will Thonett (1931–1973), Künstler
- Manfred Germar (* 1935), Leichtathlet
- Martin Lauer (1937–2019), Leichtathlet, Olympiasieger
- Klaus Ulonska (1942–2015), Leichtathlet und Sportfunktionär
- Jürgen Friedrich (1942–2018), Informatiker

Seit 1958 (chronologisch)
- Hans Knipp (1946–2011), Komponist und Textdichter Kölner Mundart
- Gereon Sievernich (* 1948), Ethnologe, Kulturmanager, Honorarprofessor und Direktor des Martin-Gropius-Baus, Berlin
- Hermann-Josef Arentz (* 1953), Politiker
- Markus Stockhausen (* 1957), Trompeter
- Alexander Lonquich (* 1960), Pianist
- Cornel Wachter (* 1961), bildender Künstler
- Ulrich Soénius (* 1962), Historiker, Archivar, Kulturpolitiker
- Petra Wanitschka (1966–2015), Hörfunk-Moderatorin
- Susanne Gannott (* 1969), Schauspielerin
- Mark Benecke (* 1970), Schülersprecher, Kriminalbiologe
- William Wahl (* 1973), Musiker
- René Overmann (* 1973), Musiker
- Christian Ludwig (* 1978), Geiger und Dirigent
- Mina Tander (* 1978), Schauspielerin
- Katharina Schüttler (* 1979), Schauspielerin
- Wolke Hegenbarth (* 1980), Schauspielerin
- Leonie Bongartz (* 1981), Drehbuchautorin
- Judith Hoersch (* 1981), Schauspielerin
- Birthe Wolter (* 1981), Schauspielerin
- Björn Heuser (* 1982), Sänger und Liedermacher
- Jan F. Kurth (* 1982), Musiker
- Rozbeh Asmani (* 1983), bildender Künstler
- Christoph Fröhlich (* 1986), Musiker Pelemele
- Benyamin Nuss (* 1989), Pianist
- Linda Teodosiu (* 1991), Sängerin
- Olga von Luckwald (* 1991), Schauspielerin
- Louis Hofmann (* 1997), Schauspieler
- Damian Hardung (* 1998), Schauspieler
- Lasse Schäfer (* 2003), Politiker

## Schülervertretung

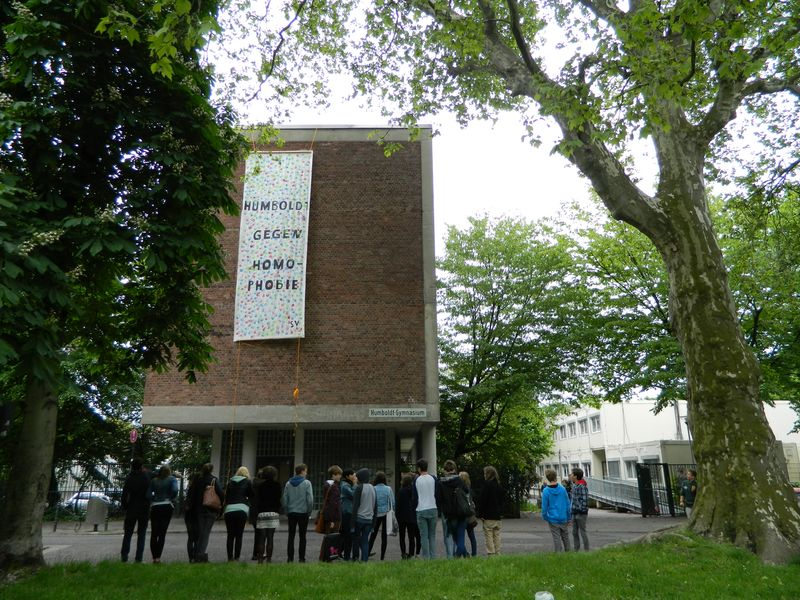
Über 600 Handabdrücke auf dem „Humboldt gegen Homophobie“-Banner, welches im Mai 2013 vor der Schule aufgehängt wurde.

Die Schülervertretung des Humboldt-Gymnasiums setzt sich aus mehr als engagierten 40 Schülern des Gymnasiums zusammen. Unter der Leitung der drei im Schülerrat gewählten Schulsprecher entstehen innerhalb eines Schuljahres diverse Projekte und Aktionen für das Schulleben.
Als Mitglieder der Schulkonferenz, den verschiedenen Fachkonferenzen sowie Arbeitskreisen wird versucht, das Schulleben angenehm zu gestalten.